# Barrièretraktaat
De Barrièreverdragen of Barrièretraktaten (1698–1782) gaven het recht aan de Republiek der Zeven Verenigde Nederlanden om garnizoenen te legeren in de Zuidelijke Nederlanden. De Republiek kreeg dus een vooruitgeschoven fortengordel tegen Frankrijk (een extra "barrière").

## Geschiedenis
Tijdens de oorlogen van Lodewijk XIV van Frankrijk werd duidelijk dat het Spaanse Rijk niet meer in staat was om de Zuidelijke Nederlanden te verdedigen. Als de Zuidelijke Nederlanden verloren gingen, werd Frankrijk een bedreiging voor de Republiek, en voor het machtsevenwicht in Europa. Op 11 januari 1698, vier maanden na de Vrede van Rijswijk, ging Spanje akkoord om vreemde garnizoenen toe te laten in de Zuidelijke Nederlanden. Willem III van Oranje, als stadhouder van Holland en koning van Engeland, mocht permanent helpen bij de verdediging van acht steden: Nieuwpoort, Kortrijk, Oudenaarde, Aat, Bergen, Charleroi, Namen en Luxemburg. De manschappen uit de Republiek stonden onder Spaans bevel en werden bekostigd door de Zuidelijke Nederlanden.
Eind 1700 vererfde het Spaanse Rijk naar Filips van Anjou, een kleinzoon van Lodewijk XIV. Filips machtigde Lodewijk om de Zuidelijke Nederlanden te bezetten. De Barrière bewees haar nut niet; de Republiek verliet de acht steden nog voordat de Franse troepen kwamen. De Europese landen verzetten zich tegen de Frans-Spaanse hegemonie en begonnen de Spaanse Successieoorlog. Hun overwinning in 1706 dwong Frankrijk om de Zuidelijke Nederlanden ontruimen. Na lange onderhandelingen stemde het parlement van Engeland in met nieuwe barrièresteden voor de Republiek (1709 en 1712). Engeland benadrukte dat de Republiek, gedurende haar aanwezigheid in het gebied, geen maatregelen mocht treffen die de handel met de Republiek zouden bevoordelen ten opzichte van de handel met Engeland.
De Franse partij werd gedwongen tot de Vrede van Utrecht (1713): een deel van de Spaanse bezittingen ging over op Karel VI van Oostenrijk. Frankrijk verklaarde zich zelfs akkoord met permanente Staatse aanwezigheid in zeven plaatsen nabij zijn grens: Veurne, Fort Knokke, Ieper, Waasten, Menen, Doornik en Namen. Het Oostenrijkse bewind zag echter weinig heil in de Staatse aanwezigheid. Het gaf zijn toestemming voor de zeven plaatsen, maar wenste verder slechts een gezamenlijk garnizoen in Dendermonde (het Barrièretraktaat van 1715, met herziening in 1718). De Staatse troepen moesten tevens het prinsbisdom Luik verlaten, waarna de citadel van Luik en het fort van Hoei ontmanteld werden. Voor de Staatse manschappen en het onderhoud van de acht versterkingen, zouden de Zuidelijke Nederlanden jaarlijks 1,25 miljoen gulden bijdragen. Er werden ook garanties gegeven voor een vrije doortocht en voor inundaties. Langs de grens met Staats-Vlaanderen werden grenscorrecties voorzien maar nooit uitgevoerd.
De Oostenrijkse Successieoorlog bewees opnieuw dat de Barrière niet doeltreffend was. De versterkingen rond de Barrièresteden moesten grondig hersteld worden, maar de regering van Maria-Theresia weigerde verder te betalen zolang de Republiek zich bleef verzetten tegen het Oostenrijkse voornemen, tarieven te heffen op buitenlandse import. Na de renversement des alliances (1756) had Oostenrijk nog weinig te vrezen van Franse invallen. Met allerhande maatregelen probeerde Oostenrijk de Staatse garnizoenen te hinderen, in de hoop dat de Republiek het Barrièreverdrag zou opgeven. Uiteindelijk beëindigde keizer Jozef II het Barrièreverdrag gedurende de Keteloorlog.